# 铆钉菇科
铆钉菇科（學名：Gomphidiaceae）是担子菌门牛肝菌目的一個科，其下有四個屬，其中囊铆钉菇属與铆钉腹菌属為單型屬，故本科大致可分為色釘菇屬和鉚釘菇屬兩大類群。有別於典型牛肝菌，本科類群中除了铆钉腹菌属為腹菌外，均為傘菌，產孢的子實層位於蕈褶上，而非子實體上的孔狀構造。釘菇屬（Gomphus）的學名與俗名均與本科相似，但與本科並無關聯。

## 分類
铆钉菇科過去與其他傘菌一起被歸入傘菌目中，但孢子形狀等許多顯微特徵都顯示其與牛肝菌目有關，分子種系發生學的研究結果證實了此項理論，發現铆钉菇科應歸屬牛肝菌目，而本科的蕈褶是趨同演化的結果，與傘菌目類群的蕈褶無關。分子證據顯示在牛肝菌目中，本科與乳牛肝菌科、須腹菌科與Truncocolumellacae等類群的親緣關係較為接近，與化學分類學的研究結果吻合。有研究將本科與這三科共同歸屬於乳牛肝菌亞目（Suillineae）。
2003年，一篇分子種系發生學研究分析本科類群的親緣關係，結果顯示本科可分為色釘菇屬與鉚釘菇屬兩大類群，不過分布於俄羅斯西伯利亞東部的G. borealis可能是本科最基部的類群，在演化樹上分支時間比色釘菇屬和鉚釘菇屬兩大類群分支的時間還早。

## 生態
铆钉菇科大致可分為色釘菇屬與鉚釘菇屬兩大類群，皆與松科樹木形成外菌根，其中前者多與松屬植物，後者多與雲杉屬、落葉松屬、黃杉屬或冷杉亞科等松科其他類群的植物共生，可能分別與植物發生共演化。本科物種與樹木形成的外菌根傳統上被認為是互利共生，但有研究發現本科蕈類的子實體經常與其他種蕈類一起出現，本身很少形成複雜的菌絲體，在植物根部皮層細胞中形成吸器，無法獨立於其他物種進行分離培養等特徵，顯示本科蕈類的營養方式，可能是寄生於外菌根上的其他真菌或植物。

## 属
- 弯棒瑚菌属 Araeocoryne
- Austrogautieria
- 拟角瑚菌属 Ceratellopsis
- 色釘菇屬 Chroogomphus
- 囊铆钉菇属 Cystogomphus
- Delentaria
- Destuntzia
- 高腹菌属 Gautieria
- Gloeocantharellus
- 铆钉菇属 Gomphidius
- 铆钉腹菌属 Gomphogaster
- 陀螺菌属 Gomphus
- Phaeoclavulina
- Protogautieria
- Pseudogomphus
- 枝瑚菌属 Ramaria
- 似枝瑚菌属 Ramaricium
- Terenodon
- 喇叭菌属 Turbinellus